# Британская социалистическая партия
Брита́нская социалисти́ческая па́ртия (БСП; англ. British Socialist Party, BSP) — существовавшая в Великобритании в 1911—1920 гг. марксистская политическая организация. После победы партии большевиков в России в 1917, а также после окончания Первой мировой войны БСП стала проявлять себя как явно революционная социалистическая организация. Прекратила свое существование в 1920 году, после создания совместно с группой «Коммунистическое единство», Социалистической лейбористской партией и Социалистическим обществом Южного Уэльса Коммунистической партии Великобритании.

## История
Была основана в Солфорде (Большой Манчестер) в 1911 году, на конференции социалистического единства, на которой присутствовали 219 делегатов. В неё вошли прежняя Социал-демократическая партия, называвшаяся до 1908 года Социал-демократической федерацией, ряд ячеек Независимой лейбористской партии (НЛП), несколько разрозненных групп и отдельных лиц, в том числе Виктор Грейсон. За время существования партия провела 8 состоявшихся конференций, из 9 запланированных.
2-я конференция БСП состоялась 10-12 марта 1913 года, в городе Блэкпул. На конференции присутствовало 106 делегатов, большинство из которых выступило против организации постоянного исполнительно комитета партии. События на этой конференции партии были описаны В. И. Лениным. Ленин противопоставлял БСП как «… не оппортунистическую, действительно независимую от либералов…» Независимой лейбористской партии. Вторая конференция не смогла разрешить фундаментальный вопрос, стоящий перед партией: следует ли проводить политику интернационализма и антимилитаризма или следует перейти к патриотическому национальному сплочению.
13 апреля 1914 года Международное социалистическое бюро созвало встречу ведущих социалистических организаций Британии — БСП, НЛП и Фабианского общества, рекомендовавшую создание Объединённого социалистического совета из трёх этих групп, если БСП решит вступить в Лейбористскую партию.
Под влиянием Первой мировой войны произошел раскол партии. Более консервативное социал-шовинистическое крыло во главе с бывшим её председателем (в 1911—1913) Генри Гайндманом, Виктором Фишером и Эрнестом Белфортом Баксом в начале 1915 года сформировало Социалистический комитет национальной защиты «против прусского милитаризма» (в него вошли такие фигуры, как Герберт Уэллс и Роберт Блэтчфорд). В апреле 1916 года оно потерпело поражение от противников войны во главе с Альбертом Инкпином и Джоном Маклином на конференции БСП, покинуло её ряды и сформировало собственную Национальную социалистическую партию. Новое руководство партии, в лице секретаря Альберта Инкпина и казначея Альфа А. Уотса поддержало присоединение к Лейбористской партии в качестве коллективного члена, и в 1916 году это состоялось. Другими известными членами БСП были Том Манн, Дж. Ф. Ходжсон, Фёдор Ротштейн, Яков Петерс, Уолтон Ньюболд, Том Квелч, Уильям Галлахер, Айвор Монтегю, Гарри Поллит и отец Конрад Ноэль.
К 1918 году большая часть членов партии была вдохновлена достижениями ленинской организации в России и фактически партия превратилась в коммунистическую. Она активно участвовала в кампании «Руки прочь от Советской России!» и в 1919 году решила присоединиться к Коминтерну. В 1920 году БСП была крупнейшей из прокоммунистических радикальных организаций, членами партии являлись 6000 человек, в этом же году после вступления в ряды БСП бывшего депутата Либеральной партии Сесила Л’Эстрандж Мэлоуна партия получила представительство в парламенте.
В выходные дни с 31 июля по 1 августа 1920 года в Лондоне была проведена учредительная конференция, на которой была основана Коммунистическая партия Великобритании, БСП перестала существовать.

## Конференции
| Дата                           | Название                               | Место проведения | Количество делегатов |
| ------------------------------ | -------------------------------------- | ---------------- | -------------------- |
| 30 сентярбря-1 октября 1911 г. | Конференция социалистического единства | Салфорд          | 219                  |
| 25-27 марта 1912 г.            | 1 ежегодная конференция                | Манчестер        | 250                  |
| 10-12 марта 1913 г.            | 2 ежегодная конференция                | Блэкпул          | 106                  |
| 12-14 апреля 1914 г.           | 3 ежегодная конференция                | Лондон           | 140                  |
| 1915 г.                        | 4 ежегодная конференция не состоялась  |                  |                      |
| 23-24 апреля 1916 г.           | 5 ежегодная конференция                | Салфорд          | 108                  |
| 8-9 апреля 1917 г.             | 6 ежегодная конференция                | Салфорд          | 77                   |
| 31 марта-1 апреля 1918 г.      | 7 ежегодная конференция                | Лидс             | 70                   |
| 20-21 апреля 1919 г.           | 8 ежегодная конференция                | Шефиелд          | 118                  |
| 4-5 апреля 1920 г.             | 9 ежегодная конференция                | Лондон           | 78                   |